# Lay-Lamidou
 Lay-Lamidou  es una población y comuna francesa, en la región de Aquitania, departamento de Pirineos Atlánticos, en el distrito de Oloron-Sainte-Marie y cantón de Navarrenx.

## Demografía
| 254 | 266 | 314 | 249 | 173 | 253 | 363 | 347 | 344 | 293 | 303 | 300 | 288 | 278 | 283 | 284 | 252 | 239 | 267 | 245 | 235 | 186 | 190 | 180 | 177 | 144 | 149 | 142 | 141 | 105 | 131 | 117 | 123 | 118 |
| Para los censos de 1962 a 1999 la población legal corresponde a la población sin duplicidades (Fuente: INSEE [Consultar]) |     |     |     |     |     |     |     |     |     |     |     |     |     |     |     |     |     |     |     |     |     |     |     |     |     |     |     |     |     |     |     |     |     |

## Economía
La principal actividad es la agrícola (ganadería, policultivo).